# Costularia arundinacea
Costularia arundinacea är en halvgräsart som först beskrevs av Daniel Carl Solander och Vahl, och fick sitt nu gällande namn av Georg Kükenthal. Costularia arundinacea ingår i släktet Costularia, och familjen halvgräs.
Artens utbredningsområde är Nya Kaledonien. Inga underarter finns listade i Catalogue of Life.